# Mistrzostwa Europy w Lekkoatletyce 2018 – bieg na 10 000 m kobiet
Bieg na 10 000 metrów kobiet – jedna z konkurencji biegowych rozgrywanych podczas lekkoatletycznych mistrzostw Europy na Stadionie Olimpijskim w Berlinie.
Tytułu mistrzowskiego z 2016 nie obroniła Yasemin Can.
Meraf Bahta, która początkowo ukończyła bieg na trzecim miejscu została zdyskwalifikowana za stosowanie dopingu.

## Terminarz
| Data       | Godzina |       |
| ---------- | ------- | ----- |
| 8 sierpnia | 20:40   | Finał |

## Rekordy
Tabela prezentuje rekord świata, rekord Europy, rekord mistrzostw Europy oraz najlepsze wyniki na listach światowych i europejskich w sezonie 2018 przed rozpoczęciem mistrzostw.
|                          | Zawodniczka            | Wynik    | Miejsce        | Data                  | Źródło |
| ------------------------ | ---------------------- | -------- | -------------- | --------------------- | ------ |
| Rekord świata            | Almaz Ayana            | 29:17,45 | Rio de Janeiro | 12 sierpnia 2016(dts) | [ 1 ]  |
| Rekord Europy            | Paula Radcliffe        | 30:01,09 | Monachium      | 6 sierpnia 2002(dts)  | [ 2 ]  |
| Rekord mistrzostw Europy | Paula Radcliffe        | 30:01,09 | Monachium      | 6 sierpnia 2002(dts)  | [ 3 ]  |
| Listy światowe           | Pauline Kamulu         | 30:41,85 | Fukagawa       | 11 lipca 2018(dts)    | [ 4 ]  |
| Listy europejskie        | Lonah Chemtai Salpeter | 31:33,03 | Londyn         | 19 maja 2018(dts)     | [ 5 ]  |

## Rezultaty
Źródło: european-athletics.org.
| Pozycja | Zawodniczka            | Państwo         | Czas     | Uwagi    |
| ------- | ---------------------- | --------------- | -------- | -------- |
| 01 !    | Lonah Chemtai Salpeter | Izrael          | 31:43,29 |          |
| 02 !    | Susan Krumins          | Holandia        | 31:52,55 |          |
| 03 !    | Alina Reh              | Niemcy          | 32:28,48 |          |
| 4.      | Yasemin Can            | Turcja          | 32:34,34 |          |
| 5.      | Alice Wright           | Wielka Brytania | 32:36,45 |          |
| 6.      | Charlotta Fougberg     | Szwecja         | 32:43,04 | PB       |
| 7.      | Swiatłana Kudzielicz   | Białoruś        | 32:46,34 |          |
| 8.      | Maitane Melero         | Hiszpania       | 32:52,59 |          |
| 9.      | Catarina Ribeiro       | Portugalia      | 32:53,71 |          |
| 10.     | Nuria Lugueros         | Hiszpania       | 32:55,30 |          |
| 11.     | Roxana Bârcă           | Rumunia         | 33:17,61 |          |
| 12.     | Krisztina Papp         | Węgry           | 33:20,27 |          |
| 13.     | Natalie Tanner         | Niemcy          | 33:22,21 |          |
| 14.     | Jip Vastenburg         | Holandia        | 33:41,79 |          |
| 15.     | Sophie Duarte          | Francja         | 33:56,57 |          |
| 16.     | Emma Mitchell          | Irlandia        | 34:08,61 |          |
| 17.     | Jewhenija Prokofjewa   | Ukraina         | 34:15,81 |          |
| 19 !    | Julija Szmatenko       | Ukraina         | DNF      |          |
| 19 !    | Katarzyna Rutkowska    | Polska          | DNF      |          |
| 19 !    | Anna Gehring           | Niemcy          | DNF      |          |
| 19 !    | Ancuța Bobocel         | Rumunia         | DNF      |          |
| 19 !    | Sara Moreira           | Portugalia      | DNF      |          |
| 19 !    | Inês Monteiro          | Portugalia      | DNF      |          |
| 19 !    | Tania Carretero        | Hiszpania       | DNF      |          |
| 19 !    | Ołena Serdiuk          | Ukraina         | DQ       |          |
| 26 !    | Meraf Bahta            | Szwecja         | DQ       | 32:19,34 |